# سارة ليندسي
سارة ليندسي (بالإنجليزية: Sarah Lindsay)‏ هي كاتِبة وشاعرة أمريكية، ولدت في 1958 في سيدار رابيدز في الولايات المتحدة.